# Ghraoui csokoládé
A Ghraoui csokoládé /ɡrɑːoʊi/ egy damaszkuszi csokoládégyártó cég, amelyet 1805-ben alapítottak. A cég központja jelenleg Budapesten található.
A Ghraoui név az egyik legősibb damaszkuszi kereskedőcsalád öröksége, amely 1805-ben alapították meg üzleti vállalkozásukat.
A Ghraoui akkor vált igazán sikeressé Európában és Amerikában is, amikor megalapította Szíria első ipari méretű gyümölcs- és zöldségkonzervgyártó cégével.
A Ghraoui volt az első cég, amely 1931-ben bevezette a csokoládét a közel-keleti régióban. Egy francia csokoládémestert bíztak meg, hogy a lehető legjobb minőségű termékeket készítsen. Az 1930-as és 1940-es években Őfelsége, Anglia királynőjének hivatalos csokoládébeszállítója lett.
Az 1930-as években a Ghraoui olyan luxusüzletekben volt megvásárolható, mint a párizsi Fauchon és Hédiard, valamint a londoni Fortnum & Mason és a Harrods.

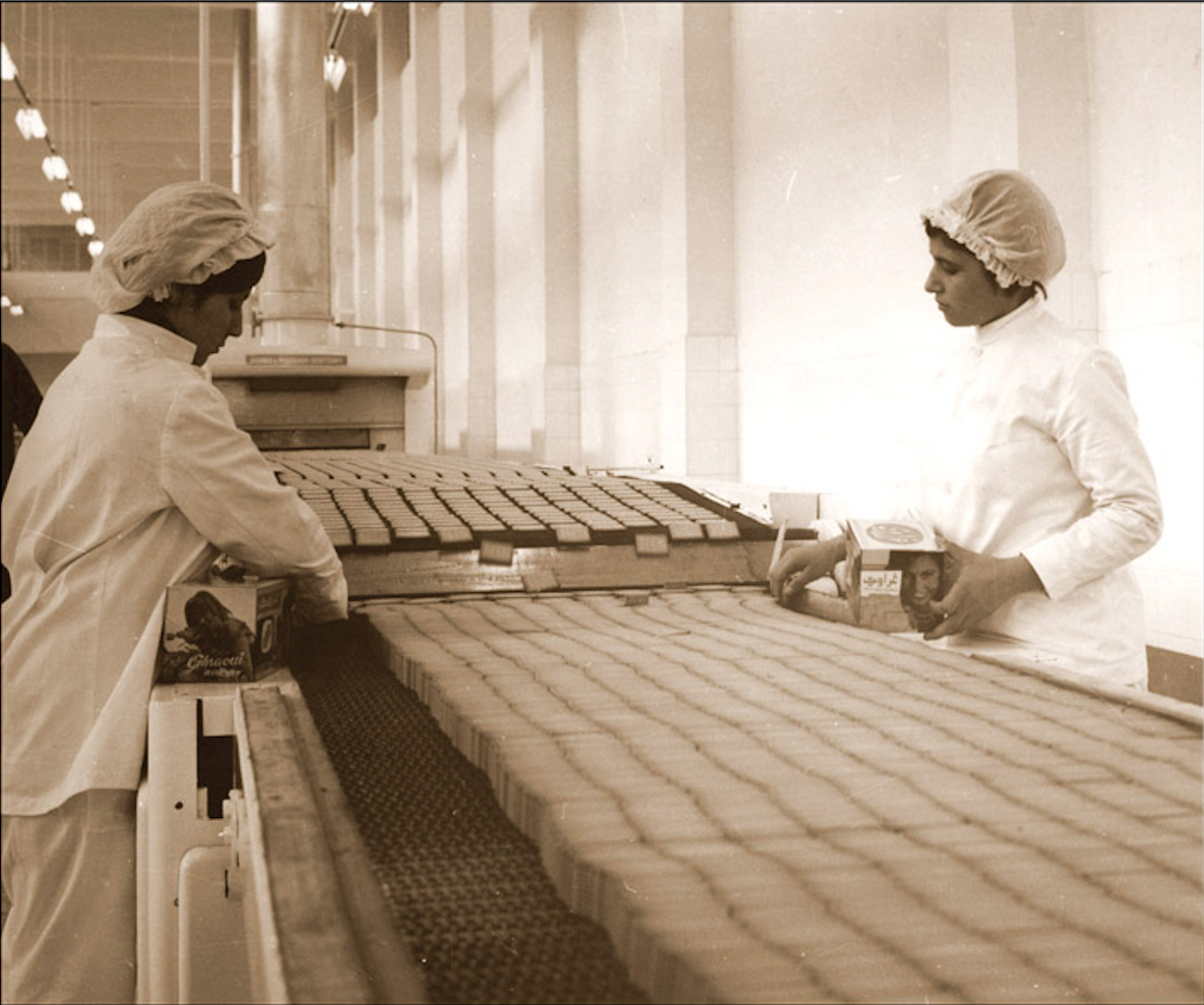
A Ghraoui Chocolate dolgozói 1966-ban

A Ghraoui védjegye a narancssárga szín. Nemcsak a gyári gépeket festették narancssárgára, hanem a csomagolást, beleértve a táskákat és a szállítókocsikat is.
A cég később a szíriai polgárháború miatt leállásra kényszerült, majd 2017-ben újraindult Budapestről.
Jelenleg 7 Ghraoui butik működik.

## Díjak
A Ghraoui számos elismerésben és kitüntetésben részesült Párizstól New Yorkig, elismerve ezzel a magas minőség és a kiválóság iránti elkötelezettségüket.
A cég 1921-ben a bejrúti vásáron „Diplôme de Médaille d'Argent”, 1931-ben a „Diplôme d' Honneur” díjat, 1939-ben pedig a párizsi vásáron „Médaille d'Or” díjat nyert. 1939-ben New Yorkban a „Diplôme d' Honneur” kitüntetést is megkapta.

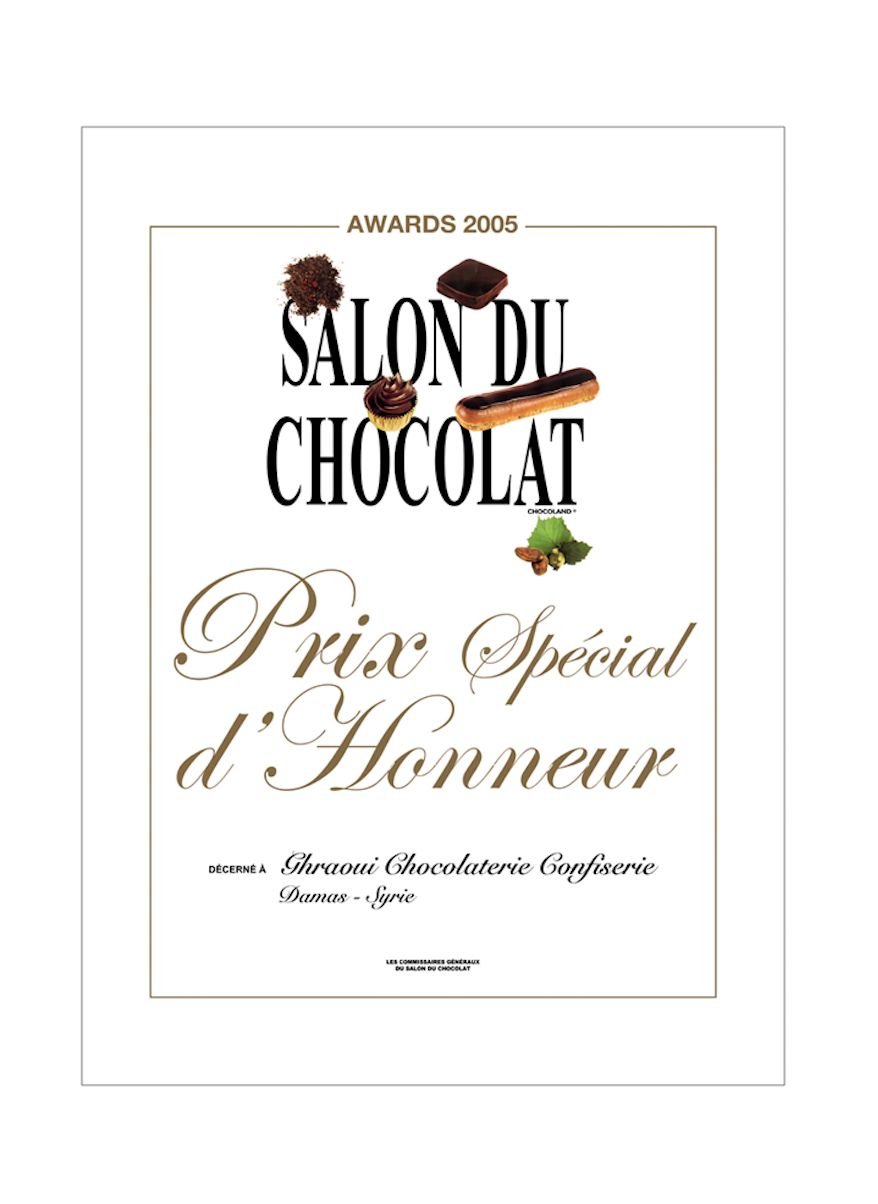
Prix d'Honneur díj a 2005-ös Salon du Chocolat vásáron

2005-ben a Ghraoui csokoládé Orangette terméke elnyerte a „Prix d'honneur” díjat a párizsi Salon du Chocolat vásáron.

## Helyszínek
- Budapest, Magyarország
- Doha, Katar

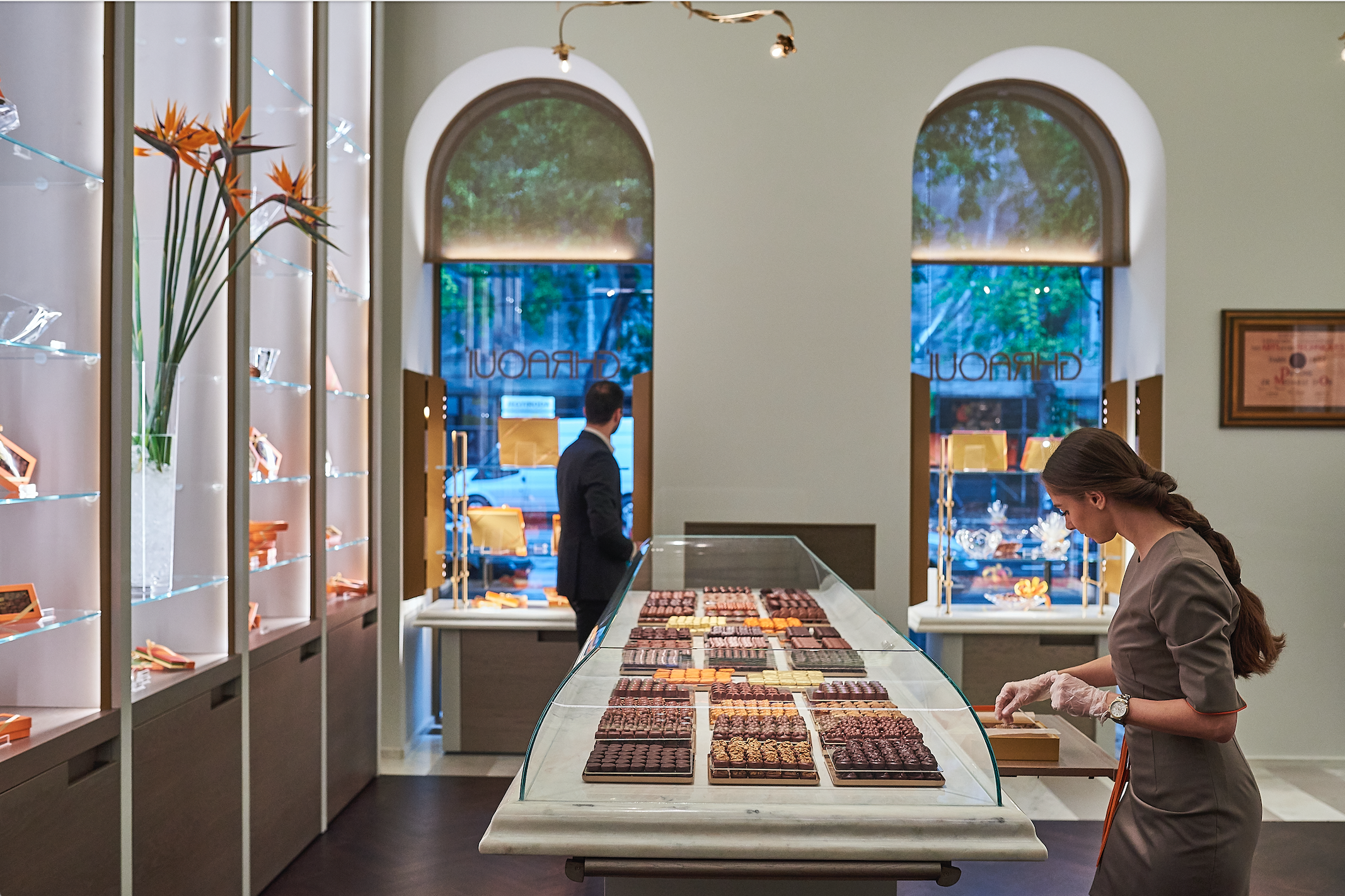
Budapesti üzlet

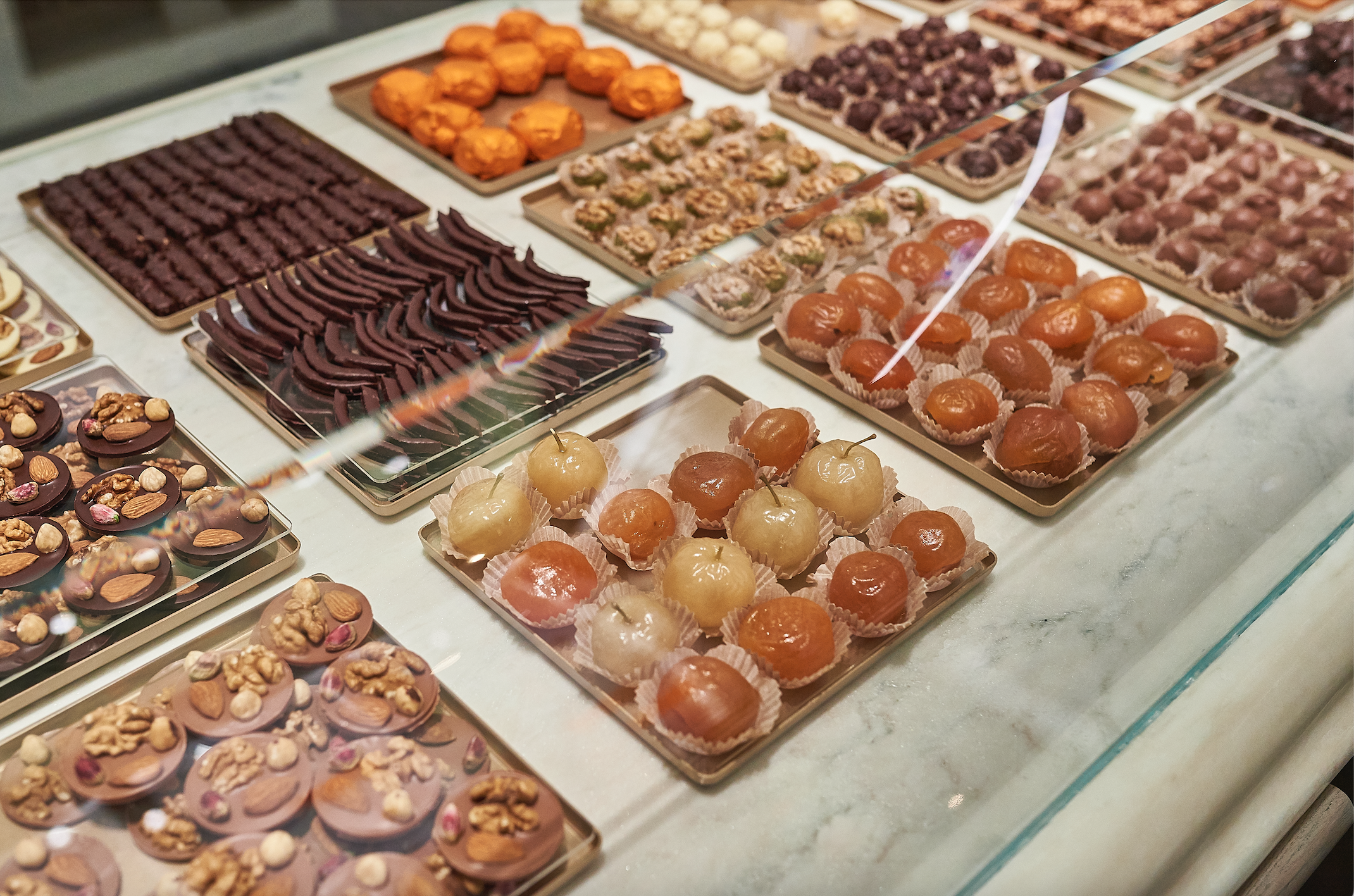
Kandírozott gyümölcsök a Ghraoui budapesti üzletében

- Abu Dhabi, Egyesült Arab Emírségek
- Dubai, Egyesült Arab Emírségek
- Damaszkusz, Szíria

## Fordítás
Ez a szócikk részben vagy egészben  a   Ghraoui Chocolate című angol Wikipédia-szócikk ezen változatának fordításán alapul.  Az eredeti cikk szerkesztőit annak laptörténete sorolja fel. Ez a jelzés csupán a megfogalmazás eredetét és a szerzői jogokat jelzi, nem szolgál a cikkben szereplő információk forrásmegjelöléseként.